# Казанский скит (Муазне)
Скит в честь Каза́нской иконы Божией Матери (фр. Skite Notre-Dame-de-Kazan, кратко Каза́нский скит) — скит Галльской митрополии Константинопольского патриархата, расположенный в муниципалитете Муазне региона Иль-де-Франс во Франции.

## История
В 1938 году инокини Евдокия (Мещерякова) и Бландина (Оболенская), стремясь к более созерцательной жизни вне городского шума и суеты, покинули общину Марии (Скобцовой) «Православное дело» и поселились в Муазне-ле-Гран близ города Мелэна в 70 км от Парижа, где был найден дом с участком земли, окружённый со всех сторон полями. Вскоре к ним прибыли инокини Дорофея (Куртен), Феодосия (Соломянская) и гречанка Глафира (Кириади). В 1944 году к общине присоединилась монахиня Таисия (Карцова).
Митрополит Евлогий (Георгиевский) благословил основать там скит и назначил настоятелем иеромонаха Евфимия (Вендта).
Первый храм обители, освящённый в честь Казанской иконы Божьей Матери, находился в подвальном помещении дома. В 1946 году общине был завещан большой дом с садом в селе Бюсси-ан-От. Туда переехали монахини Евдокия, Бландина и Глафира, где основали Покровскую обитель.
В начале 1950-х годов иеромонахом Евфимием в Казанском скиту была начата постройка каменного храма. Церковь возводилась своими силами из камней, собранных с окружающих полей, в связи с чем строительство продолжалось почти двадцать лет. В конце 1960-х годов по приглашению иеромонаха Евфимия храм расписал известный монах-иконописец Григорий (Круг).
На территории скита в конце XX века проживали престарелые священнослужители — протоиерей Михаил Фирсовский из Гренобля, архимандрит Авраамий (Терешкевич) из Розе, приехавший из Китая протоиерей Александр Трофимов и другие. Сам архимандрит Евфимий скончался 18 апреля 1973 года и похоронен в построенной им церкви Казанской иконы Божией Матери.
С 2005 года деятельность скита была возрождена усилиями греческого иеромонаха Амвросия (Никовиотиса), выпускника Свято-Сергиевского богословского института.
После того как 14 сентября 2019 года архиепископ Иоанн (Реннето) вместе с поддержавшими его клириками и приходами был принят в Московский патриархат, скит принял решение остаться в Константинопольском патриархате, перейдя таким образом в Галльскую митрополию.